# Luis Antonio Tagle
Luis Antonio Gokim Tagle ([lʊˈwis ɐnˈtonɪo ˈtaɡlɛ]), filipinski kardinal in prelat Rimskokatoliške cerkve, * 21. junij 1957, Imus, Filipini.
Tagle je od 5. junija 2022 proprefekt za področje prve evangelizacije pri Dikasteriju za evangelizacijo (prej Kongregacija za evangelizacijo narodov), od 8. decembra 2019 pa predsednik Meddikastalne komisije za posvečene vernike. Med letoma 2011 in 2020 je bil 32. manilski nadškof. Tagle je naslovni kardinal-škof, poleg tega pa je tudi predsednik Katoliške svetopisemske zveze, veliki kancler Papeške univerze Urbaniana ter član različnih služb in dikasterijev v Rimski kuriji.
Tagle, ki ga na splošno raje kličejo po vzdevku »Chito« kot po duhovniškem naslovu, se je na Filipinih ukvarjal s številnimi socialnimi vprašanji, pri čemer je poudarjal pomoč revnim, hkrati pa zagovarjal nasprotovanje Katoliške cerkve splavu, kontracepciji in temu, kar je imenoval »praktični ateizem«. Pogosto ga označujejo za »azijskega Frančiška« in velja za predstavnika naprednega krila katoliške cerkve. Tagle je kritiziral Katoliško cerkev, ker uporablja »ostre besede« za opisovanje oseb LGBT ter ločenih in ponovno poročenih katoličanov, ki bi jim po njegovem mnenju moralo biti dovoljeno prejemanje svetega obhajila za vsak primer posebej. Od Frančiškove smrti 21. aprila 2025 je bil Tagle izpostavljen kot papabil, t.j. možen kandidat pri izvolitvi novega papeža na konklavah.